# قدسي المشهدي
قدسي المشهدي هو من شعراء إيران في القرن الحادي عشر الهجري.
هو محمد جان، وقيل محمد خان المشهدي، المشتهر بقدسي. رحل إلى الهند أيام السلطان جهان شاه، فتقرب من بلاطه وأصبح من شعرائه والمحظوظين لديه. توفي في الهند سنة 1056 هـ، وقيل سنة 1050 هـ.